# Turun Palloseura (hockey su ghiaccio)
Il Turun Palloseura, nota anche come TPS Turku è la squadra di hockey su ghiaccio di Turku, appartenente alla polisportiva dello Turun Palloseura. Milita nel massimo campionato finlandese, la SM-liiga, ed è la squadra più titolata di Finlandia.

## Palmarès

### Competizioni nazionali
- Campionato finlandese: 11

1956, 1976, 1989, 1990, 1991, 1993, 1995, 1999, 2000, 2001, 2010

### Competizioni internazionali
- Coppa dei campioni: 1

1993
- European Hockey League: 1

1997